# Gisborne Borough Council’s Gentle Annie Metal Supply Tramway
| Replik der Annie auf der Groudle Glen Railway auf der Isle of Man |                     |                                                    |                                                    |
| Streckenverlauf der Gentle Annie Tramway |                     |                                                    |                                                    |
| Streckenlänge: | 19,3 km             |                                                    |                                                    |
| Spurweite: | 762 mm (Schmalspur) |                                                    |                                                    |
| |                     |                                                    |                                                    |
| \| \| 0,0 km \| Steinbruch, Tiniroto Road \| Steinbruch, Tiniroto Road \| \| \| \| Wairoa Road, heute Tiniroto Road \| \| \| \| \| altes Flussbett des Waipaoa River \| \| \| \| \| Hintere Matawhero Road, heute Awapuni Road \| \| \| \| \| NRZ-Kreuzung, in der Stanley Road[1] \| \| \| \| \| Childers Road \| \| \| \| 19,3 km \| Endbahnhof, Ecke Carnarvon Street u. Childers Road[2] \| Endbahnhof, Ecke Carnarvon Street u. Childers Road[2] \| |                     |                                                    |                                                    |
| Kopfbahnhof Streckenanfang (Strecke außer Betrieb) | 0,0 km              | Steinbruch, Tiniroto Road                          | Steinbruch, Tiniroto Road                          |
| Strecke (außer Betrieb) |                     | Wairoa Road, heute Tiniroto Road                   | Wairoa Road, heute Tiniroto Road                   |
| Brücke über Wasserlauf (Strecke außer Betrieb) |                     | altes Flussbett des Waipaoa River                  | altes Flussbett des Waipaoa River                  |
| Strecke (außer Betrieb) |                     | Hintere Matawhero Road, heute Awapuni Road         | Hintere Matawhero Road, heute Awapuni Road         |
| Kreuzung (Strecke geradeaus außer Betrieb) |                     | NRZ-Kreuzung, in der Stanley Road                  | NRZ-Kreuzung, in der Stanley Road                  |
| Strecke (außer Betrieb) |                     | Childers Road                                      | Childers Road                                      |
| Kopfbahnhof Streckenende (Strecke außer Betrieb) | 19,3 km             | Endbahnhof, Ecke Carnarvon Street u. Childers Road | Endbahnhof, Ecke Carnarvon Street u. Childers Road |

Die Gisborne Borough Council’s Gentle Annie Metal Supply Tramway, oder kurz Gentle Annie Tramway, war eine 19,3 km lange Feldbahn bei Gisborne in Neuseeland, die von 1911 bis 1916 zum Transport von Schotter eingesetzt wurde.

## Lage
Die Schmalspurbahn mit einer Spurweite von 2 Fuß 6 Zoll (762 mm) verlief von einem Steinbruch in der Tiniroto Road zum Endbahnhof an der Ecke von Carnarvon Street und Childers Road, wo später das City-Bus-Depot gegenüber vom Eddison-Straßenbahn-Depot errichtet wurde. Die Feldbahn führte vom Steinbruch entlang der hinteren Matawhero Road, der Stanley Road und der Childers Road zum Endbahnhof an einem Schotterlagerplatz.

## Geschichte
Die Bahn wurde 1911 vom Gisborne Borough Council gebaut und in Betrieb genommen, um Schotter für den Straßenbau von sogenannten Metal Roads zu transportieren.  Sie wurde 1916 stillgelegt. Die Gleise und Schienenfahrzeuge wurden an die Moutohora Stone Quarries verkauft, die eine kurze Feldbahn von einem Steinbruch zum Endbahnhof der NZR-Moutohora-Branch betrieben.

## Lokomotiven
Die Bahn setzte zwei Dampflokomotiven der britischen Firma W. G. Bagnall ein. Jack mit der Werksnummer 1879 von 1911 hatte ursprünglich nur zwei Achsen (0-4-0ST), aber später wurden eine Nachlaufachse und ein Tender nachgerüstet (0-4-2). Annie mit der Werksnummer 1922 von 1911 war von Anfang an eine 0-4-2T mit seitlichen Wasserkästen. Eine Replik der Lok wird von der Groudle Glen Railway auf der Isle of Man betrieben, und eine weitere wurde schon zuvor in Australien gebaut. Beide Original-Lokomotiven wurden an die Moutohora Quarry verkauft und dort bis etwa 1924 eingesetzt. Der Verbleib von Jack ist unbekannt, aber der Rahmen von Annie ist im East Coast Museum of Technology in Makaraka erhalten. Außerdem fuhr auf dieser Strecke ein zum Schienenfahrzeug umgebauter Straker-Dampflastwagen.